# Estadio León Kolbowski
El Estadio León Kolbowski es un recinto deportivo propiedad del Club Atlético Atlanta, ubicado en la ciudad de Buenos Aires, Argentina. Se sitúa en la calle Humboldt 374, en el barrio de Villa Crespo.
Superadas ciertas dificultades en la adquisición del predio y la construcción edilicia, fue finalmente inaugurado el 5 de junio de 1960, día en el que Atlanta enfrentó a Argentinos Juniors por la octava fecha del Campeonato de Primera División de 1960 cayendo por 1 a 3.  Recibió un nombre por primera vez el 18 de mayo de 2000 en honor al presidente bajo cuya administración fue posible su construcción.
El 5 de febrero de 2005, por disposición del Gobierno de la Ciudad de Buenos Aires, las instalaciones del Estadio Don León Kolbowski fueron clausuradas dadas las pocas condiciones sanitarias y de seguridad que ofrecía. Luego de ser reabierto parcialmente el 21 de enero de 2006, el estadio fue clausurado definitivamente el 9 de febrero de 2006, siendo el último encuentro disputado por Atlanta cinco días antes frente a Club Atlético All Boys con resultado de 2 a 2. No obstante, hacia fines de ese mismo año se firmó el contrato para la construcción de dos tribunas de cemento para reemplazar a los tablones de madera, proyecto que se concretó el 25 de marzo de 2009 con el alzamiento de las clausuras tanto judicial como administrativa que pesaban sobre el estadio y la aprobación de Subsecretaría de Seguridad en Espectáculos Futbolísticos. En la actualidad el estadio tiene capacidad para 9390 espectadores según el reglamento vigente. Esto sería, un poco más de la mitad de su capacidad real.
En 2022 se renovó la fachada sobre calle Humboldt y se comenzó la renovación total del sistema lumínico del estadio con tecnología LED.

## Historia
Anteriormente, el Club Atlético Atlanta había ejercido de local en diversos recintos deportivos, tales como Floresta, Parque Chacabuco y Carrasco 250. El primer estadio de propiedad de club, ubicado en Humboldt 470, fue inaugurado en 1922 enfrentando a River Plate por la Asociación Amateurs de Football. La adquisición por parte del club, a mediados de la década de 1940, de los terrenos adyacentes al estadio (hasta ese momento ocupado por Chacarita Juniors pero que afrontaba dificultades con los propietarios) propició que comenzaran a surgir las primeras iniciativas en torno a la construcción de un nuevo recinto. 
Lograr la adquisición del terreno fue la primera dificultad: como el club no estaba en condiciones de afrontar el pago por el terreno, se formó la Compañía de Tierras Villa Crespo S.A., integrada por socios y dirigentes más otros vecinos que se sumaron. El presidente era José Luis Bernasconi; el vice, José Brizzolara; el secretario, Domingo Scabbiolo; el tesorero, Eugenio Trevisi; el síndico titular, Ernesto Lubet, y algunos de los directores, Santiago Arata, Santiago Cermesoni, Alberto Chissotti, Fernando Saccone, Enrique Townsend y Antonio Miguel Custo. Superadas diferentes vicisitudes, el 17 de mayo de 1946 se realizó la escritura traslativa del inmueble de la calle Humboldt 300/400, para levantar en él un estadio de cemento. Aun así, la falta del financiamiento necesario para llevar a cabo la obra, una inversión enorme para un club "de barrio", provocó que Atlanta debiese continuar jugando en el viejo estadio hasta fines de la década de 1950.
El aumento en control de seguridad en los recintos futbolísticos impulsado por la AFA a partir de 1959, sumado a los problemas de estructura del antiguo estadio de Atlanta, que inclusive conllevó la suspensión de este último en 1955, hizo que fuese imperante la necesidad de construir un nuevo escenario para el club. El último partido disputado en el antiguo aconteció el 21 de junio de 1959 ante Ferro Carril Oeste.

### Solidaridad y unión
Para la conducción y coordinación de todo lo concerniente al levantamiento del nuevo estadio se formó una Subcomisión de Construcciones presidida por León Kolbowski y Adolfo Francolini. La solidaridad y la unión entre los socios aceleraron la construcción del nuevo estadio, reutilizando todo lo que se pudo de las viejas instalaciones, especialmente la estructura metálica y los tablones de madera. La intendencia porteña sembró el campo de juego con semillas de cuatro estaciones, con lo cual siempre se veía florecido, y colaboró para el material que constituyó el piso de los accesos al estadio, mientras que el piso para los pasillos del estadio se obtuvo de la fábrica de baldosas que tenían los presos del penal de Villa Devoto. 
En menos de un año de trabajo, el estadio estaba listo para ser inaugurado, sin el auxilio del Estado, sólo con el aporte de socios, incluyendo ingenieros y arquitectos del club que donaron sus esfuerzos y conocimientos profesionales. Todo el capital fue recaudado entre socios y dirigentes, más las ventas de los jugadores Salvador Calvanese a Italia y Marcelo Echegaray a River Plate.

### Inauguración del nuevo estadio
El 25 de mayo de 1960 se realizó la ceremonia de inauguración del estadio, frente a socios, simpatizantes, la dirigencia en pleno y todos aquellos que de una u otra forma habían participado en la construcción. Hubo suelta de palomas y emotivos discursos a cargo del intendente municipal de Buenos Aires, Hernán Giralt, y del presidente del club, León Kolbowski. El primer partido oficial se jugó el 5 de junio de 1960, por la octava fecha de la Primera División frente a Argentinos Juniors (1-3) 
En 1962 la comisión directiva presidida por León Kolbowski y Juan José Motta decidió la instalación de la iluminación, para poder jugar encuentros nocturnos. En enero de 1963, se inauguró la obra mediante un torneo pentagonal nocturno en el que participaron el anfitrión, Chacarita Juniors, Argentinos Juniors, Banfield (campeón de Primera B en 1962) y Deportivo Español; a último momento desertó Sportivo Italiano.
El primer sistema, a base de luz de mercurio, fue mejorado en 1967 con lámparas de cuarzo, inversión decidida también por la dirigencia de Kolbowski- Motta. El nuevo sistema lumínico fue presentado en un amistoso nocturno que igualaron 1 a 1 Atlanta e Independiente, con goles convertidos por Vicente de la Mata (h.), de penal, para el Rojo, y Miguel Raimondo,

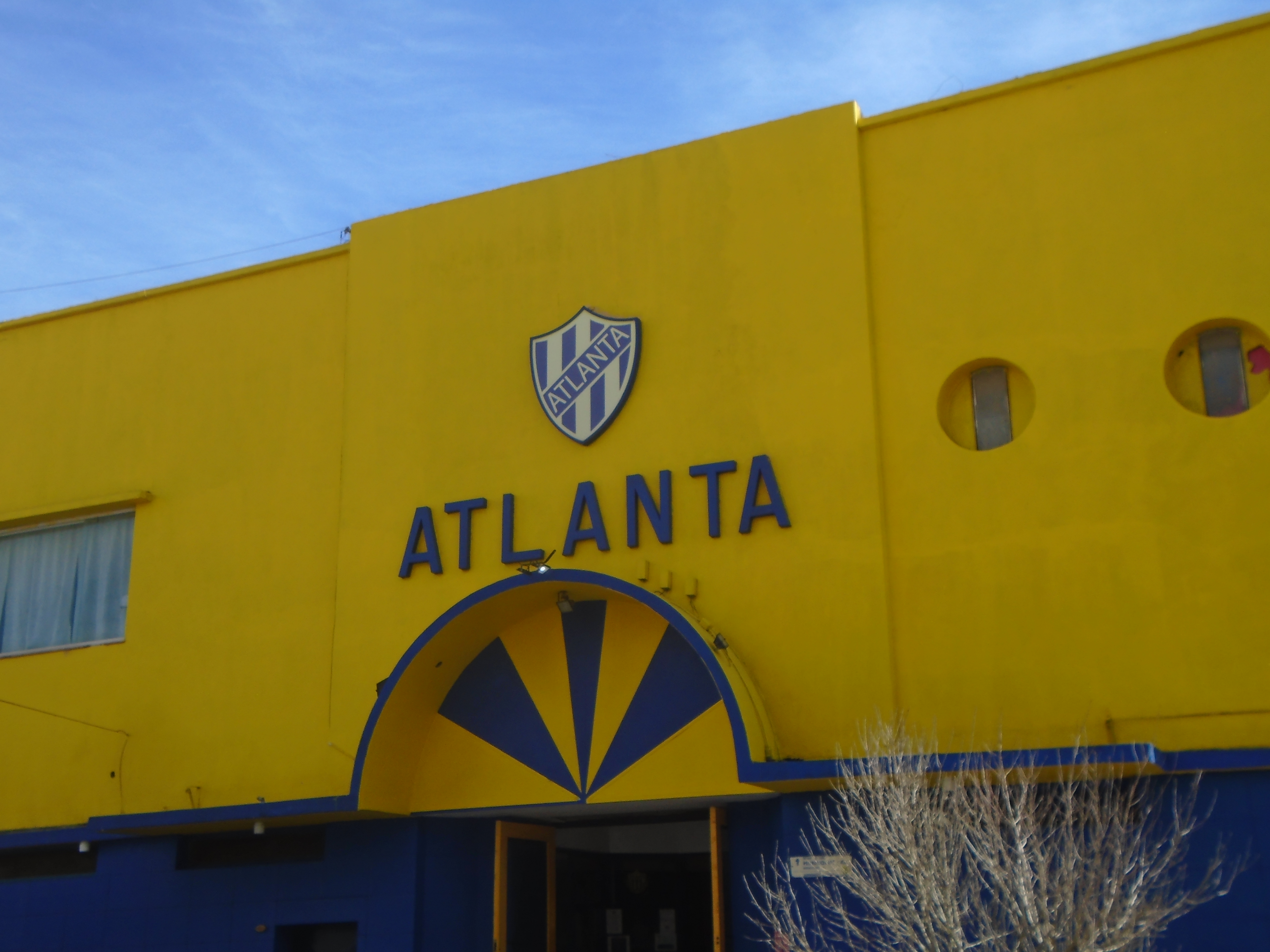
Sede social del Club Atlético Atlanta.

## Sede social
La sede social de Atlanta fue inaugurada el 25 de mayo de 1942. Dos años después, la Compañía de Tierras de Villa Crespo compró el terreno adyacente a la sede social, propiedad hasta ese momento de Chacarita Juniors. Durante las décadas siguientes, junto con el incremento del número de socios del club, se inauguraron una serie de instalaciones deportivas, entre las que destacan la piscina cubierta de natación en 1963 y las canchas de tenis en 1964.
Tras la declaración de quiebra de la institución el 25 de diciembre de 1991, por parte del juez Miguel Bargalló, Atlanta debió clausurar sus instalaciones, así como suspender sus actividades. A fin de afrontar la crisis, se formó una comisión de apoyo que, si bien logró que el club pudiese continuar con su actividad futbolística, no pudo evitar la venta de la sede social en septiembre de 1994.
Luego de diversos intentos por recuperar la sede, el 4 de diciembre de 2003 se aprobó una ley de expropiación presentada en la Legislatura de la Ciudad Autónoma de Buenos Aires a fin de restituir los terrenos al club. Finalmente, el 28 de diciembre de 2006 Atlanta logró recuperar su sede social, que se encontraba cerrada desde 1991, un predio de aproximadamente 18 mil metros cuadrados ubicado en Humboldt y Corrientes. En el transcurso del año 2008 se firmará el comodato a través del cual Atlanta podrá hacer uso de ese predio durante 10 años renovables de forma indefinida.

## Influencias
En la serie Estocolmo, de Netflix, fue utilizado como locación, que giraba en torno al club y sus instalaciones.